# García Moreno, el santo del patíbulo
García Moreno, el santo del patíbulo es una obra biográfica del escritor ecuatoriano Benjamín Carrión, publicada en 1959 por el Fondo de Cultura Económica, en México. En la obra, Carrión da una mirada crítica de la vida del expresidente ecuatoriano Gabriel García Moreno.

## Trasfondo

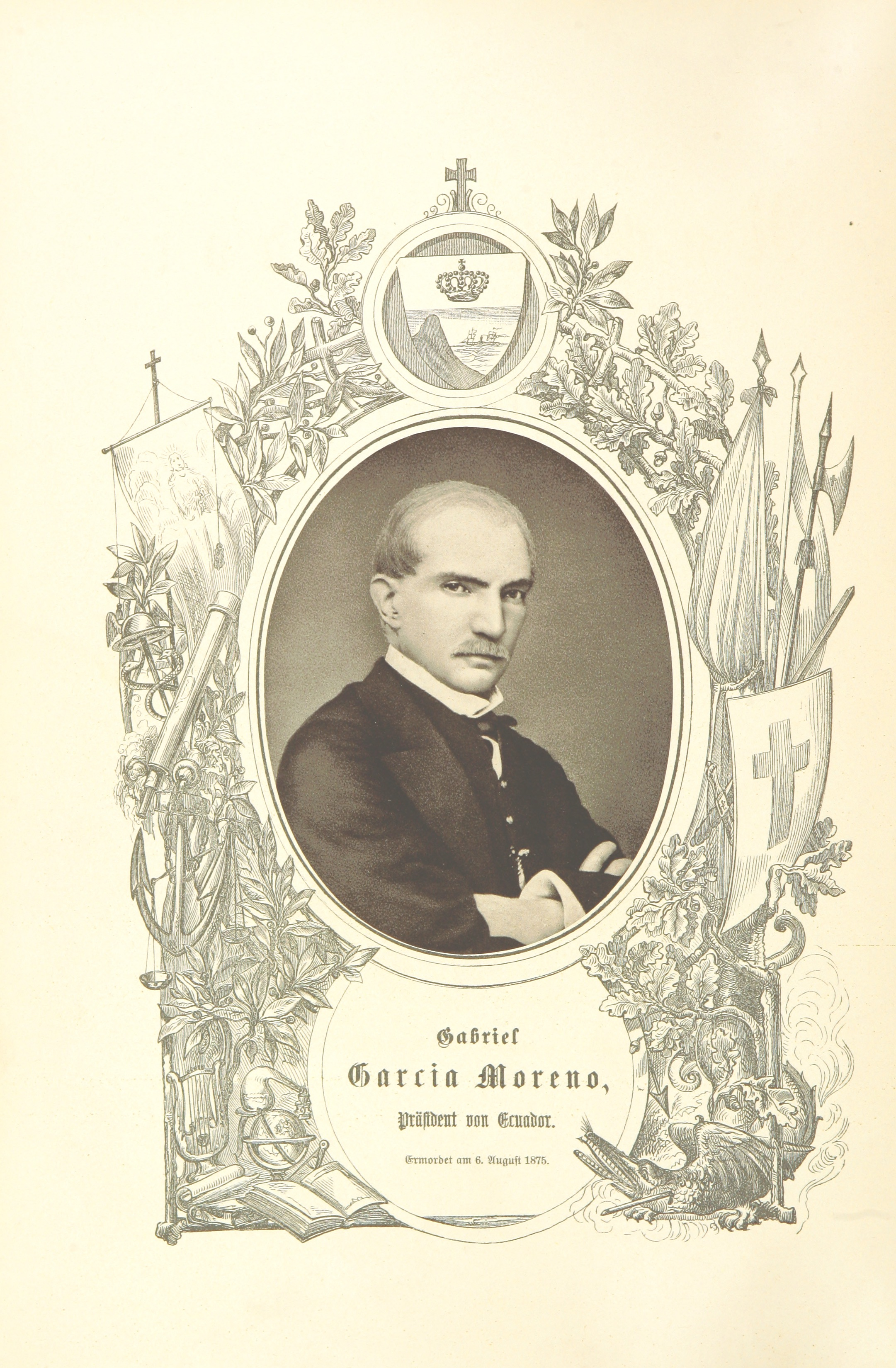
Gabriel García Moreno

La obra está dividida en tres partes, cuarenta y nueva capítulos y dos epílogos. En la misma, Carrión decidió «canonizar» de manera satírica y crítica a García Moreno. Su crítica al expresidente se basa en documentos históricos, su epistolario, sus escritos y sus discursos. En relación con García Moreno, afirmó Carrión:
Si Dios creó a Bolívar y a los demás santos de la libertad, el diablo creó a Santa Anna, a Rosas, a García Moreno, a Melgarejo, a Rodríguez de Francia, a Estrada Cabrera, Victoriano Huerta...

El autor se expresó en contra de la canonización de García Moreno, que se discutía en ese entonces, y como argumento afirmó que sería malo para la iglesia católica si eso ocurriera. Además aseveró que muchos católicos no lo aceptaban y que más bien era un proceso promovido por críticos de la iglesia:
Una calumnia de los enemigos de la Iglesia, que pretenden desacreditarla atribuyéndola barbaridades semejantes.
En un editorial del diario Opción, el escritor Gustavo Báez Tobar alabó la «contundencia investigadora» de Carrión en el libro, además de destacar el estilo y el léxico utilizado por el autor, que Báez calificó de «variado, agradable y enriquecedor». También comparó a la obra con libros de autores como Rómulo Gallegos y Germán Arciniegas, quienes también retrataron la vida de dictadores latinoamericanos de sus respectivos países.